# Running Blind
Running Blind è il terzo album in studio del gruppo musicale rock britannico Visible Faith pubblicato nel 2002. La formazione è rimasta stabile rispetto al vecchio album.

## Tracce
Lato A
1. La Tristezza Secreta De un Corazon Gitano – 6:02
2. A Minor Life (Hensley) – 5:49
3. Out of My Control (Hensley) – 5:26
4. The American Dream (Hensley) – 5:03
5. Final Solution (Hensley) – 3:57
6. It's Up to You (Hensley) – 4:54
7. Finney's Tale (Hensley) – 5:57
8. I Close My Eyes (Hensley) – 5:45
9. Little Piece of Me (Hensley) – 4:54
10. Movin' in (Hensley) – 5:57
11. i Don't Wanna Wait (Hensley) – 5:45

## Formazione
- John Wetton - voce, chitarra
- Dave Kilminster - chitarra
- Ken Hensley - tastiera
- John Young - tastiera
- Andy Pyle - basso
- Martin Orford, tastiera
- Lee Kerslake, batteria